# Campeonato Mundial de Atletismo de 2017 - 100 m feminino
A competição dos 100 metros feminino no Campeonato Mundial de Atletismo de 2017 foi realizada no Estádio Olímpico de Londres nos dias 5 e 6 de agosto. A americana Tori Bowie levou a medalha de ouro. 

## Recordes
Antes da competição, os recordes eram os seguintes:
| Recorde mundial                               | Florence Griffith-Joyner (USA) | 10.49 | Indianápolis, Estados Unidos | 16 de julho de 1988    |
| Recorde do campeonato                         | Marion Jones (USA)             | 10.70 | Sevilha, Espanha             | 28 de agosto de 1999   |
| Melhor marca do ano                           | Elaine Thompson (JAM)          | 10.71 | Kingston, Jamaica            | 23 de junho de 2017    |
| Recorde africano                              | Murielle Ahouré (CIV)          | 10.78 | Montverde, Estados Unidos    | 11 de junho de 2016    |
| Recorde asiático                              | Li Xuemei (CHN)                | 10.79 | Xangai, China                | 18 de outubro de 1997  |
| Recorde da América do Norte, Central e Caribe | Florence Griffith-Joyner (USA) | 10.49 | Indianápolis, Estados Unidos | 16 de julho de 1988    |
| Recorde sul-americano                         | Ángela Tenorio (ECU)           | 10.99 | Toronto, Canadá              | 22 de julho de 2015    |
| Recorde europeu                               | Christine Arron (FRA)          | 10.73 | Budapeste, Hungria           | 19 de agosto de 1998   |
| Recorde da Oceania                            | Melissa Breen (AUS)            | 11.11 | Camberra, Austrália          | 9 de fevereiro de 2014 |

Os seguintes recordes foram estabelecidos durante esta competição: 
| Recorde        | Tempo | Atleta           | Nacionalidade | Data                |
| -------------- | ----- | ---------------- | ------------- | ------------------- |
| América do Sul | 10.91 | Rosângela Santos | Brasil        | 6 de agosto de 2017 |

## Medalhistas
| Ouro             | Prata                    | Bronze                |
| Tori Bowie (USA) | Marie-Josée Ta Lou (CIV) | Dafne Schippers (NED) |

## Tempo de qualificação
| Tempo de qualificação |
| --------------------- |
| 11.26                 |

## Calendário
| Data                | Horário | Fase          |
| ------------------- | ------- | ------------- |
| 5 de agosto de 2017 | 11:45   | Eliminatórias |
| 6 de agosto de 2017 | 19:10   | Semifinais    |
| 6 de agosto de 2017 | 21:50   | Final         |

Todos os horários estão no horário local (UTC+1)

## Resultados

### Eliminatórias
Qualificação: Três primeiros de cada bateria (Q) e os seis melhores tempos (q) 
| Pos. | Série | Raia | Atleta                  | Nacionalidade          | Tempo | Notas                |
| ---- | ----- | ---- | ----------------------- | ---------------------- | ----- | -------------------- |
| 1    | 1     | 3    | Gina Lückenkemper       | Alemanha               | 10.95 | Q,                   |
| 2    | 4     | 7    | Marie-Josée Ta Lou      | Costa do Marfim        | 11.00 | Q                    |
| 3    | 1     | 8    | Murielle Ahouré         | Costa do Marfim        | 11.04 | Q                    |
| 4    | 5     | 9    | Rosângela Santos        | Brasil                 | 11.04 | Q,                   |
| 5    | 2     | 2    | Elaine Thompson         | Jamaica                | 11.05 | Q                    |
| 6    | 3     | 4    | Tori Bowie              | Estados Unidos         | 11.05 | Q                    |
| 7    | 4     | 2    | Dafne Schippers         | Países Baixos          | 11.08 | Q                    |
| 8    | 1     | 5    | Jura Levy               | Jamaica                | 11.09 | Q                    |
| 9    | 5     | 2    | Mujinga Kambundji       | Suíça                  | 11.14 | Q                    |
| 10   | 5     | 7    | Michelle-Lee Ahye       | Trinidad e Tobago      | 11.14 | Q                    |
| 11   | 2     | 5    | Crystal Emmanuel        | Canadá                 | 11.14 | Q,                   |
| 12   | 1     | 2    | Asha Philip             | Grã-Bretanha           | 11.14 | q,                   |
| 13   | 6     | 9    | Daryll Neita            | Grã-Bretanha           | 11.15 | Q                    |
| 14   | 6     | 4    | Deajah Stevens          | Estados Unidos         | 11.17 | Q                    |
| 15   | 6     | 3    | Natasha Morrison        | Jamaica                | 11.21 | Q                    |
| 16   | 6     | 5    | Kelly-Ann Baptiste      | Trinidad e Tobago      | 11.21 | q                    |
| 17   | 3     | 8    | Blessing Okagbare       | Nigéria                | 11.22 | Q                    |
| 18   | 6     | 6    | Ewa Swoboda             | Polónia                | 11.24 | q,                   |
| 19   | 4     | 9    | Carina Horn             | África do Sul          | 11.28 | Q                    |
| 20   | 2     | 3    | Ariana Washington       | Estados Unidos         | 11.28 | Q                    |
| 21   | 5     | 3    | Simone Facey            | Jamaica                | 11.29 | q                    |
| 22   | 4     | 3    | Salomé Kora             | Suíça                  | 11.30 | q                    |
| 23   | 3     | 9    | Ivet Lalova-Collio      | Bulgária               | 11.31 | Q                    |
| 24   | 3     | 2    | Desiree Henry           | Grã-Bretanha           | 11.32 | q                    |
| 25   | 3     | 6    | Ángela Tenorio          | Equador                | 11.33 |                      |
| 26   | 2     | 6    | Wei Yongli              | China                  | 11.37 |                      |
| 27   | 1     | 4    | Toea Wisil              | Papua-Nova Guiné       | 11.41 |                      |
| 28   | 4     | 8    | Carole Zahi             | França                 | 11.41 |                      |
| 29   | 6     | 8    | Andrea Purica           | Venezuela              | 11.43 |                      |
| 30   | 1     | 9    | Naomi Sedney            | Países Baixos          | 11.43 |                      |
| 31   | 2     | 7    | Khalifa St. Fort        | Trinidad e Tobago      | 11.44 |                      |
| 32   | 3     | 5    | Jamile Samuel           | Países Baixos          | 11.52 |                      |
| 33   | 2     | 4    | Orphée Neola            | França                 | 11.58 |                      |
| 34   | 4     | 5    | Narcisa Landazuri       | Equador                | 11.59 |                      |
| 35   | 2     | 8    | Charlotte Wingfield     | Malta                  | 11.82 |                      |
| 36   | 5     | 8    | Leya Buchanan           | Canadá                 | 11.84 |                      |
| 37   | 1     | 7    | Loi Im Lan              | Macau                  | 12.00 |                      |
| 38   | 5     | 6    | Dutee Chand             | Índia                  | 12.07 |                      |
| 39   | 6     | 2    | Cecilia Bouele          | República do Congo     | 12.15 |                      |
| 40   | 3     | 7    | Patricia Taea           | Ilhas Cook             | 12.18 | Recorde nacional     |
| 41   | 1     | 6    | Yelena Ryabova          | Turquemenistão         | 12.27 | Recorde da temporada |
| 42   | 5     | 4    | Gorete Semedo           | São Tomé e Príncipe    | 12.46 | Recorde pessoal      |
| 43   | 4     | 6    | Rechelle Meade          | Anguila                | 12.67 |                      |
| 44   | 4     | 4    | Hereiti Bernardino      | Polinésia Francesa     | 12.88 |                      |
| 45   | 6     | 7    | Zarinae Sapong          | Marianas Setentrionais | 13.29 | Recorde pessoal      |
| 46   | 3     | 3    | Marie-Charlotte Gastaud | Mónaco                 | 13.52 |                      |
| 47   | 5     | 5    | Tatjana Pinto           | Alemanha               | DSQ   | R 162.7              |

### Semifinais
Qualificação: Dois primeiros de cada bateria (Q) e os dois melhores tempos (q) das semifinais.
| Pos. | Série | Raia | Atleta             | Nacionalidade     | Tempo | Notas                |
| ---- | ----- | ---- | ------------------ | ----------------- | ----- | -------------------- |
| 1    | 2     | 4    | Elaine Thompson    | Jamaica           | 10.84 | Q                    |
| 2    | 1     | 7    | Marie-Josée Ta Lou | Costa do Marfim   | 10.87 | Q,                   |
| 3    | 2     | 6    | Rosângela Santos   | Brasil            | 10.91 | Q,                   |
| 4    | 3     | 4    | Tori Bowie         | Estados Unidos    | 10.91 | Q                    |
| 5    | 1     | 6    | Dafne Schippers    | Países Baixos     | 10.98 | Q                    |
| 6    | 3     | 7    | Murielle Ahouré    | Costa do Marfim   | 10.99 | Q                    |
| 7    | 3     | 9    | Michelle-Lee Ahye  | Trinidad e Tobago | 11.04 | q                    |
| 8    | 1     | 2    | Kelly-Ann Baptiste | Trinidad e Tobago | 11.07 | q                    |
| 9    | 3     | 5    | Blessing Okagbare  | Nigéria           | 11.08 |                      |
| 10   | 2     | 7    | Mujinga Kambundji  | Suíça             | 11.11 |                      |
| 11   | 2     | 5    | Crystal Emmanuel   | Canadá            | 11.14 | Recorde pessoal      |
| 12   | 3     | 8    | Natasha Morrison   | Jamaica           | 11.15 |                      |
| 13   | 1     | 4    | Daryll Neita       | Grã-Bretanha      | 11.16 |                      |
| 14   | 3     | 6    | Gina Lückenkemper  | Alemanha          | 11.16 |                      |
| 15   | 1     | 9    | Jura Levy          | Jamaica           | 11.19 |                      |
| 16   | 3     | 2    | Asha Philip        | Grã-Bretanha      | 11.19 |                      |
| 17   | 1     | 3    | Simone Facey       | Jamaica           | 11.23 |                      |
| 18   | 2     | 3    | Desiree Henry      | Grã-Bretanha      | 11.24 |                      |
| 19   | 1     | 8    | Ivet Lalova-Collio | Bulgária          | 11.25 | Recorde da temporada |
| 20   | 2     | 9    | Carina Horn        | África do Sul     | 11.26 |                      |
| 21   | 2     | 8    | Ariana Washington  | Estados Unidos    | 11.29 |                      |
| 22   | 3     | 3    | Salomé Kora        | Suíça             | 11.31 |                      |
| 23   | 1     | 5    | Deajah Stevens     | Estados Unidos    | 11.32 |                      |
| 24   | 2     | 2    | Ewa Swoboda        | Polónia           | 11.35 |                      |

### Final
A final da prova ocorreu dia 6 de agosto às 21:50 com vento: 0,1 m/s. 
| Pos.              | Raia | Atleta             | Nacionalidade     | Tempo | Notas                |
| ----------------- | ---- | ------------------ | ----------------- | ----- | -------------------- |
| Medalha de ouro   | 7    | Tori Bowie         | Estados Unidos    | 10.85 | Recorde da temporada |
| Medalha de prata  | 4    | Marie-Josée Ta Lou | Costa do Marfim   | 10.86 | =                    |
| Medalha de bronze | 9    | Dafne Schippers    | Países Baixos     | 10.96 |                      |
| 4                 | 8    | Murielle Ahouré    | Costa do Marfim   | 10.98 |                      |
| 5                 | 6    | Elaine Thompson    | Jamaica           | 10.98 |                      |
| 6                 | 3    | Michelle-Lee Ahye  | Trinidad e Tobago | 11.01 |                      |
| 7                 | 5    | Rosângela Santos   | Brasil            | 11.06 |                      |
| 8                 | 2    | Kelly-Ann Baptiste | Trinidad e Tobago | 11.09 |                      |

Legenda
| Recorde mundial       | Recorde mundial (World record)               |                       | Recorde africano                      | Recorde africano (African) |                                           | Q | Classificado por posição (Qualified) |
| Recorde do campeonato | Recorde do campeonato (Championship record)  | Recorde da América    | Recorde da América (Americas)         | q                          | Classificado por melhor tempo (Qualified) |   |                                      |
| Melhor marca do ano   | Melhor marca do ano (World leading)          | Recorde asiático      | Recorde asiático (Asian)              | DNS                        | Não largou (Did not start)                |   |                                      |
| Recorde nacional      | Recorde nacional (National record)           | Recorde europeu       | Recorde europeu (European)            | DNF                        | Não terminou (Did not finish)             |   |                                      |
| Recorde pessoal       | Recorde pessoal do atleta (Personal best)    | Recorde da Oceania    | Recorde da Oceania (Oceania)          | DSQ / DQ                   | Desclassificado (Disqualified)            |   |                                      |
| Recorde da temporada  | Recorde da temporada do atleta (Season best) | Recorde sul-americano | Recorde sul-americano (South America) | NM                         | Sem marca (No mark)                       |   |                                      |